# 厳武 (三国)
厳 武（げん ぶ、生没年不詳）は、中国三国時代の呉の人物。字は子卿。従父は厳畯。『三国志』呉書趙達伝注に引く『呉録』に略伝がある。「八絶（江南八絶）」の一人。

## 生涯
囲碁に巧みで、その技量に並ぶものがいなかったという。
後の時代、葛洪が抱朴子の「辨問」にて「世の中には人によって、普通の人が及ばない技量を持つ者が『聖』と呼ばれる。したがって囲棋（囲碁）の比類なき使い手は、『棋聖』といわれている。故に、厳子卿（厳武）と馬綏明は正にそうであり、現在に至るまで『棋聖』という名をほしいままにしている」と述べている。
また弈旦評では「人中に龍あり、呉の厳子卿（厳武）・馬綏明は、この時、弈聖（碁聖）と呼ばれた」と述べている。